# Contribucions islàmiques a l'Europa medieval
Durant la plena edat mitjana (s. XI-XIII), el món islàmic va tenir la seva Edat d'Or cultural, i va difondre innovacions i idees a Europa, a través d'Al-Àndalus, Sicília i els Estats croats de l'Est. Aquestes incloïen traduccions llatines dels grecs clàssics i de textos àrabs d'astronomia, matemàtiques, ciències i medicina. Altres contribucions van introduir innovacions tecnològiques i científiques a través de la Ruta de la Seda, incloent invencions xineses com el paper i la pólvora.
El món islàmic també va influir en altres aspectes de la cultura europea medieval, en part amb innovacions originals realitzades durant l'edat d'or de l'islam, que incloïen diversos camps del coneixement com l'art, l'agricultura, l'alquímia, la música, la ceràmica, etc.
D'aquest període daten moltes influències lèxiques de l'àrab a altres idiomes d'Europa occidental, com l'anglès, majoritàriament a través del francès antic. Podem trobar noms d'estels tradicionals com «Aldebaran», termes científics com «alquímia» (d'on deriva «química»), «àlgebra», «algorisme», etc. i noms de productes com «sucre», «camfor», «cotó», «cafè», etc.

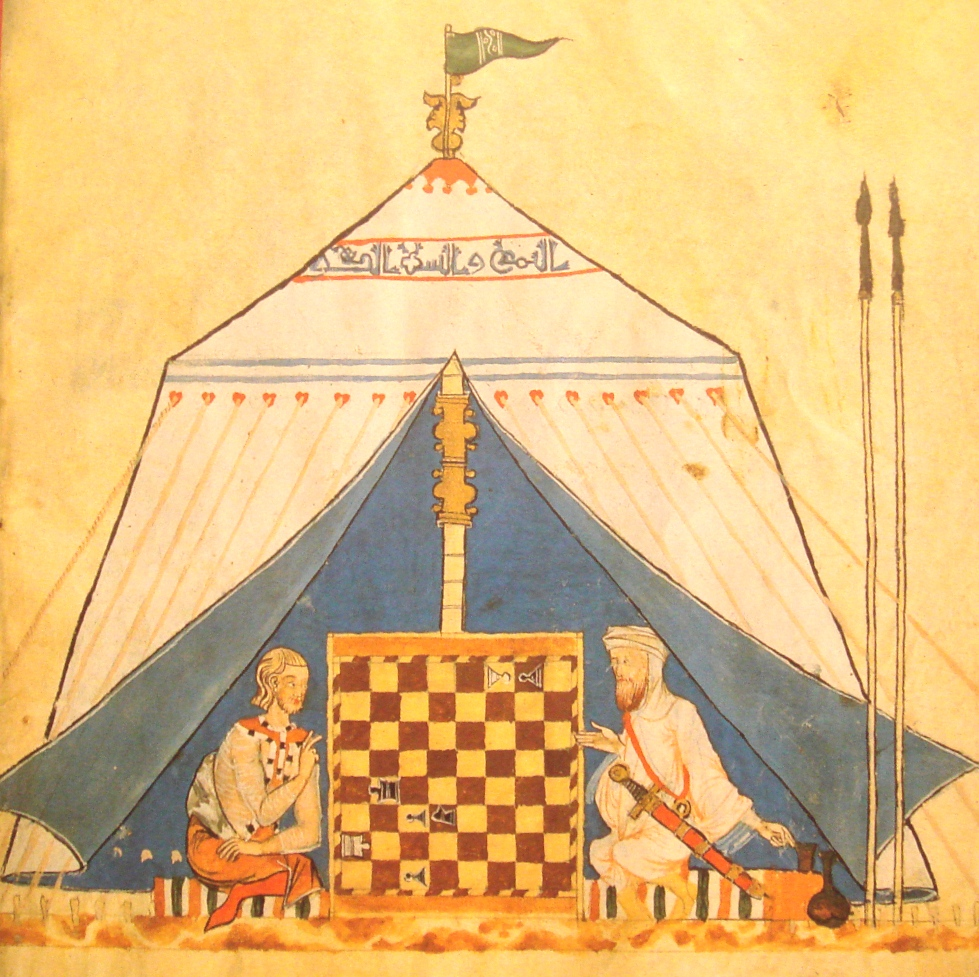
Un cristià i un musulmà jugant a escacs, il·lustració del Llibre dels Jocs d'Alfons X (c. 1285).

## Rutes de transmissió

La Tabula Rogeriana, dibuixada per Al-Idrisi per a Roger II de Sicília el 1154, va ser un dels mapes antics mundials més avançats de la seva època.

Europa i les terres islàmiques van tenir múltiples punts de contacte durant l'edat mitjana. Els principals punts de transmissió del coneixement islàmic a Europa es van situar a Sicília i a Espanya, particularment a Toledo (amb Gerard de Cremona, 1114–1187, arran de la conquesta de la ciutat pels cristians espanyols el 1085). A Sicília, arran de la conquesta islàmica de l'illa el 965 i de la seva reconquesta pels normands el 1091, es va desenvolupar un sincretisme cultural normand-àrab-romà d'Orient, exemplificat per governants com el rei Roger II, que tenia soldats, poetes i científics islàmics a la seva cort. El marroquí Al-Idrissí va escriure per a Roger El llibre dels viatges agradables a terres llunyanes o Tabula Rogeriana, un dels tractats geogràfics més importants de l'edat mitjana.
Les croades també van intensificar els intercanvis entre Europa i Llevant (Orient Pròxim), i les repúbliques marítimes italianes van tenir un paper important en aquests intercanvis. Al Pròxim Orient, en ciutats com Antioquia, les cultures àrabs i llatines es van barrejar intensament.
Durant els segles xi i xii, molts erudits cristians van viatjar a terres musulmanes per aprendre ciències. Exemples destacats són Leonardo de Pisa (c. 1170 –c. 1250), Adelard de Bath (c. 1080 – c. 1152) i Constantí Africà (1017-1087). Del segle xi al XIV, nombrosos estudiants europeus van assistir a centres musulmans d'ensenyament superior, similars a les universitats occidentals, per estudiar medicina, filosofia, matemàtiques, cosmografia i altres matèries.

## Aristotelisme i altres filosofies

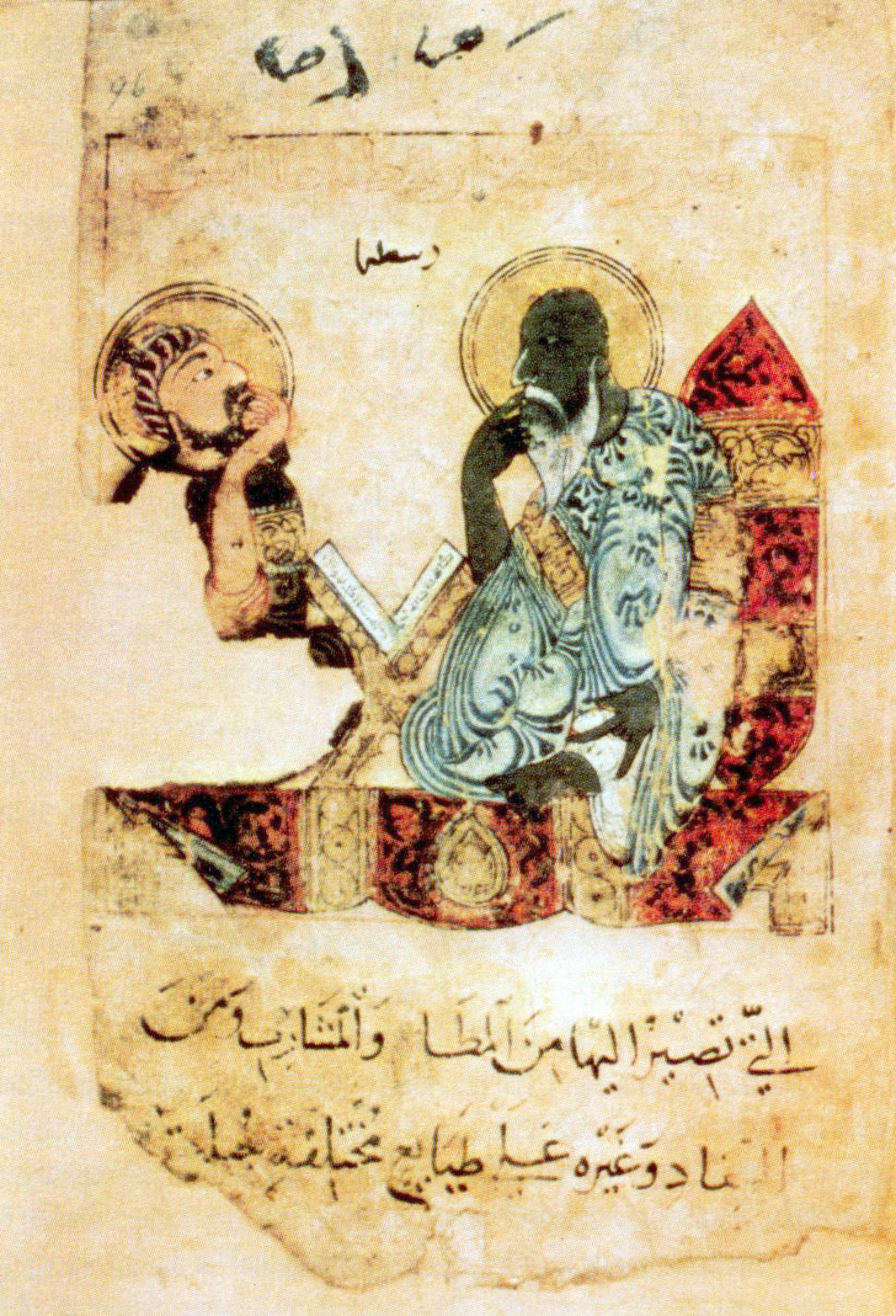
Una representació àrab medieval d'Aristòtil ensenyant a un estudiant.

A l'Orient Mitjà, la transmissió de textos grecs clàssics, especialment les obres d'Aristòtil, es va produir per la traducció al siríac durant els segles vi i vii per monjos nestorians, melkites o jacobites residents a Palestina. També per exiliats grecs d'Atenes o Edessa que van visitar centres islàmics d'aprenentatge superior. En aquella etapa, el món islàmic va voler mantenir, traduir i desenvolupar molts d'aquests textos, especialment en centres d'ensenyament com a Bagdad, on hi havia una Casa de la Saviesa amb milers de manuscrits fins al 832 dC. Aquests textos, al seu torn, van ser traduïts al llatí per estudiosos com Miquel Scot, el qual va fer traduccions com la Historia Animalium i Sobre l'ànima, així com comentaris d'Averroes durant l'edat mitjana. Els cristians orientals van tenir un paper important en l'explotació d'aquest coneixement. Especialment a través de l'Escola aristotèlica cristiana de Bagdad als segles xi i xii.
Les traduccions llatines posteriors d'aquests textos es van originar en diversos llocs. Toledo, Península Ibèrica (amb Gerard de Cremona, Almagest), i Sicília es van convertir en els principals punts de transmissió de coneixement del món islàmic a Europa. Bourgundi de Pisa (mort el 1193) va descobrir els textos perduts d'Aristòtil a Antioquia i els va traduir al llatí.
Des de l'Àndalus, la literatura filosòfica àrab es va traduir en hebreu, llatí i judeocasatellà. Entre els membres mes significats d'aquest espai hi trobem el filòsof jueu Moses Maimonides, el sociòleg-historiador musulmà Ibn Khaldun, el ciutadà de Cartago Constantí l'Africà que va traduir textos mèdics grecs, i la col·lecció de tècniques matemàtiques d'Al-Khwarizmi. Tots ells van ser figures importants d'aquest Segle d'Or.

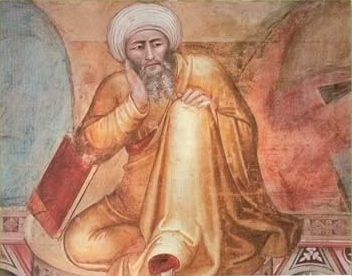
Averrois va influir en l'augment del pensament secular a Europa occidental.

L'avicenisme i l'averroisme van ser uns corrents rellevants pel renaixement de l'escola peripatètica a l'Europa medieval per la influència d'Avicenna i Averrois. Avicenna va ser un important comentarista de les obres d'Aristòtil, modificant-lo amb el seu propi pensament original en algunes àrees, sobretot la lògica. La significació principal de l'avicenisme llatí rau en la interpretació de doctrines avicenianes, com la naturalesa de l'ànima i la seva distinció d'existència-essència, juntament amb els debats i la censura que van suscitar a l'Escolàstica. Aquest va ser el cas particular a París, on es va proscriure l'anomenada cultura àrab el 1210, tot i que s'ha notat la influència del seu pensament psicològic i teoria del coneixement sobre Guillem d'Alvèrnia i Albert el Gran.
Els efectes de l'avicenisme van ser ocultats després per l'averroisme, molt més influent, sobre el pensament aristòtèlic d'Averrois, un dels filòsofs musulmans més influents d'Occident. Averrois no estava d'acord amb les interpretacions d'Avicenna sobre Aristòtil en àmbits com la unitat de l'intel·lecte. Va ser la seva interpretació d'Aristòtil la que va influir més a l'Europa medieval. Dante Aligheri argumenta les línies averroistes per una teoria secularista de l'estat a De Monarchia. Averrois també va desenvolupar el concepte «l'existència precedeix a l'essència.»

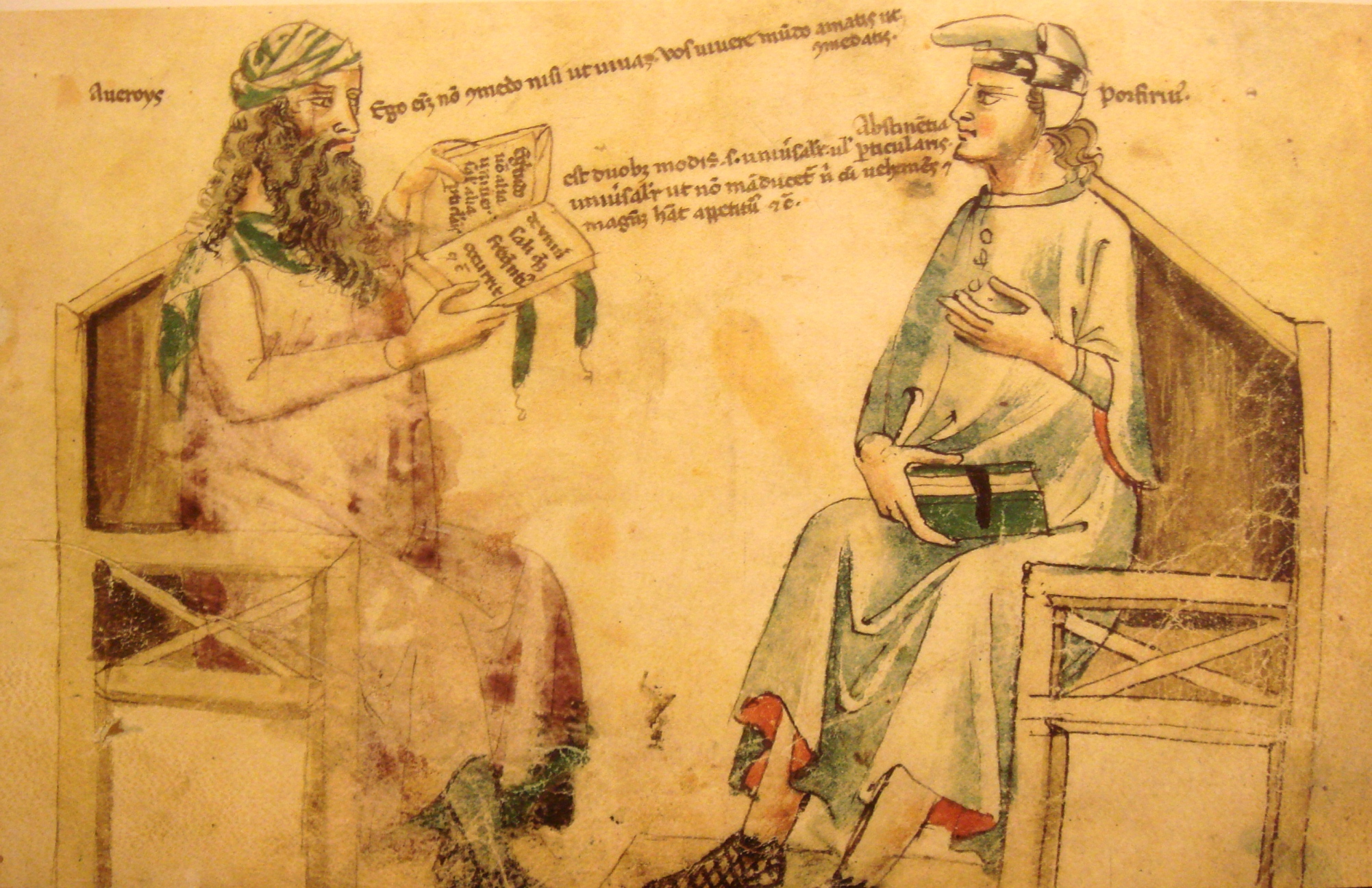
Debat imaginari entre Averroes i Porfiri. Manfredus de Monte Imperiali Liber de herbis et plantis
,.

Al-Ghazali va tenir una influència important en el filòsof cristià medieval juntament amb pensadors jueus com els Maimonides.
George Makdisi (1989) ha suggerit que dos aspectes particulars de l'humanisme renaixentista tenen les seves arrels en el món islàmic medieval: l'art de dictar, anomenat en llatí, ars dictandi; i «l'actitud humanista envers el llenguatge clàssic». Assenyala que el dictat era una part necessària en l'aprenentatge superior àrab, on calia afegir correctament les vocals en funció de la paraula parlada. Argumenta que l'ús italià medieval del terme ars dictandi té el millor sentit en aquest context. També creu que l'humanista medieval que afavoreix el llatí clàssic sobre el llatí medieval té molt mes sentit en el context d'una reacció als estudiants àrabs, en el seu estudi de l'àrab clàssic de l'Alcorà en preferència a l'àrab medieval.

## Ciències
Durant l'edat d'or de l'islam, es van realitzar certs avenços en camps científics, sobretot en matemàtiques i astronomia (àlgebra, trigonometria esfèrica) i en química, etc., que després es van transmetre també a Occident.

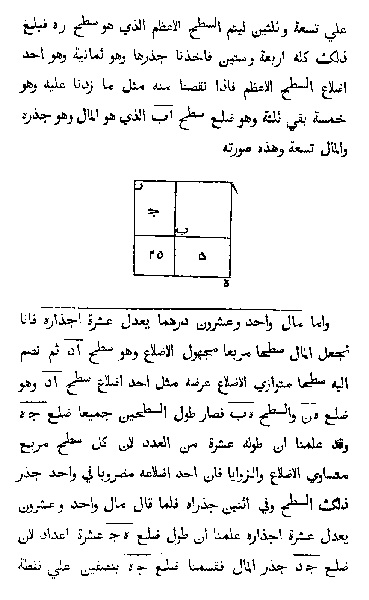
Una pàgina de Frederick Rosen 1831 de l'edició de lAlgebra de Al-Khwarizmi, paral·lelament a la seva traducció anglesa

Esteve de Pisa va traduir al llatí cap al 1127 un manual àrab de teoria mèdica. El mètode d'algorisme per desenvolupar l'aritmètica amb el sistema de numeració hindú-àrab va ser executat pel persa al-Khwarizmi al segle ix, i introduït a Europa per Leonardo Fibonacci (1170–1250). Una traducció de Robert de Chester de l'Àlgebra de al-Kharizmi es coneix des del 1145. Ibn al-Hàytham (Alhazen, 980-1037) va recopilar tractats sobre ciències òptiques, que van ser utilitzats com a referències per Newton i Descartes. Les ciències mèdiques també es van desenvolupar molt a l'islam, tal com ho van demostrar els croats, que van confiar en metges àrabs en diverses ocasions. Jean de Joinville informa que va ser salvat el 1250 per un metge «sarraí».

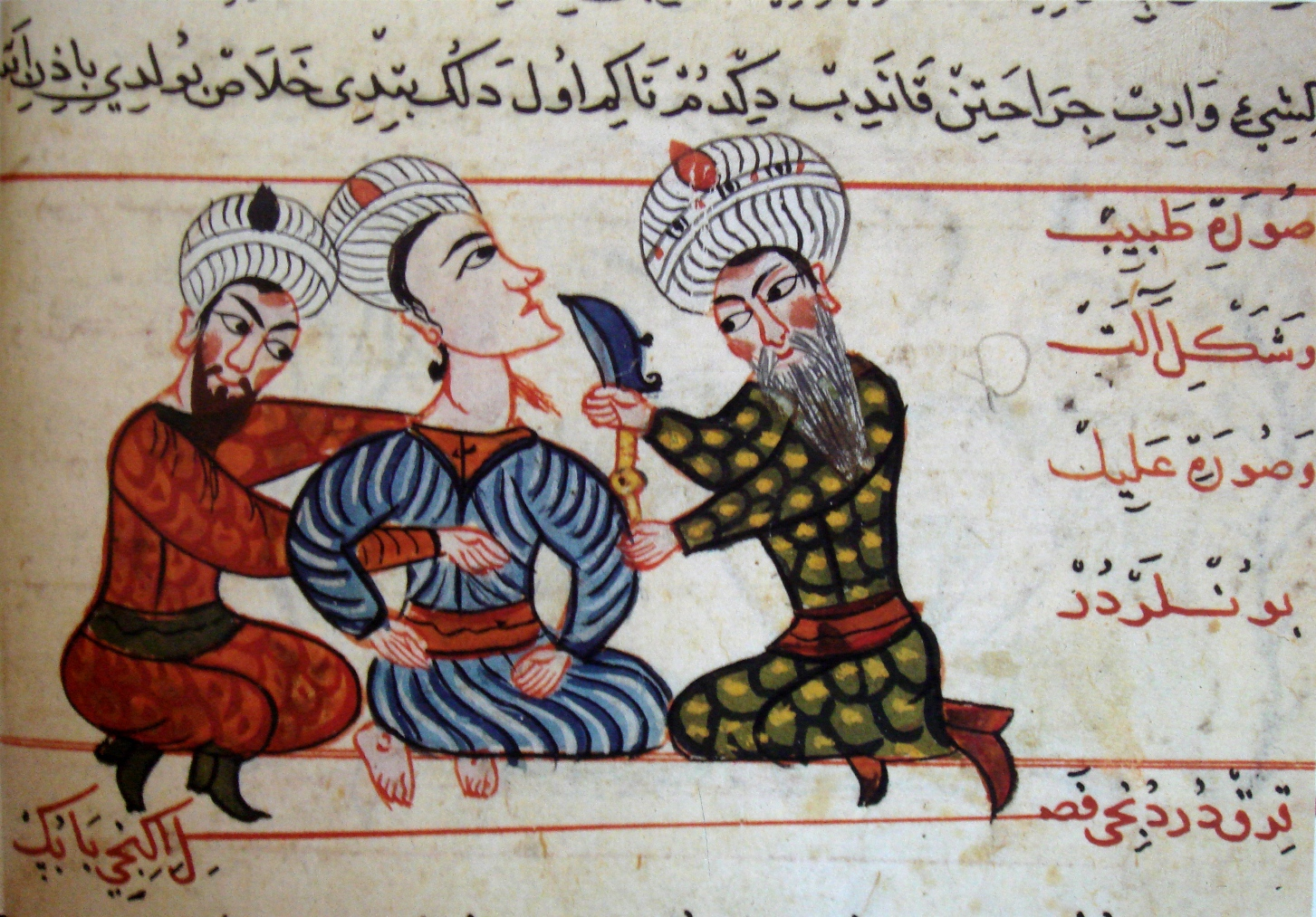
Operació quirúrgica, manuscrit turc del

La contribució al creixement de la ciència europea va ser l'aspecte més important que van poder desenvolupar els estudiants europeus com Gerard de Cremona. Aquests estudiosos estaven interessats en textos filosòfics i científics grecs antics (sobretot l'Almagest) que no es podien obtenir en llatí a Europa occidental, però que havien sobreviscut i traduït a l'àrab en el món musulmà. Es deia que Gerard va fer el seu camí cap a Toledo (Península Ibèrica) i va aprendre àrab específicament a causa del seu «amor per l'Almagest». Mentrestant allà va aprofitar l'abundància de llibres en àrab sobre tots els temes. A l'Àndalus i Sicília eren zones especialment productives per la proximitat d'estudis plurilingües. Aquests estudiosos van traduir molts textos científics i filosòfics de l'àrab al llatí. Gerard va traduir personalment 87 llibres de l'àrab al llatí, incloent-hi l'Almagest, i també Muhàmmad ibn Mussa al-Khwarazmí Sobre Àlgebra i Almucabala, Jàbir ibn Àflah Elementa astronomica, Sobre Optica Al-Kindí, Al-Farghaní Sobre Elements de l'Astronomia i Moviment de les Orbites Celestes, Al-Farabí Sobre classificació de les Cièncie, les obres químiques i mèdiques de Ar-Razí, les obres de Thàbit ibn Qurra i Hunayn ibn Ishaq, i les obres d'Arzachel, Jàbir ibn Àflah, Banu Mussa, Abu-Kàmil Xujà ibn Àslam, Abu-al-Qàssim az-Zahrawí (Abulcasis) i Ibn al-Hàytham (inclòs el Llibre de l'òptica) .

### Alquímia

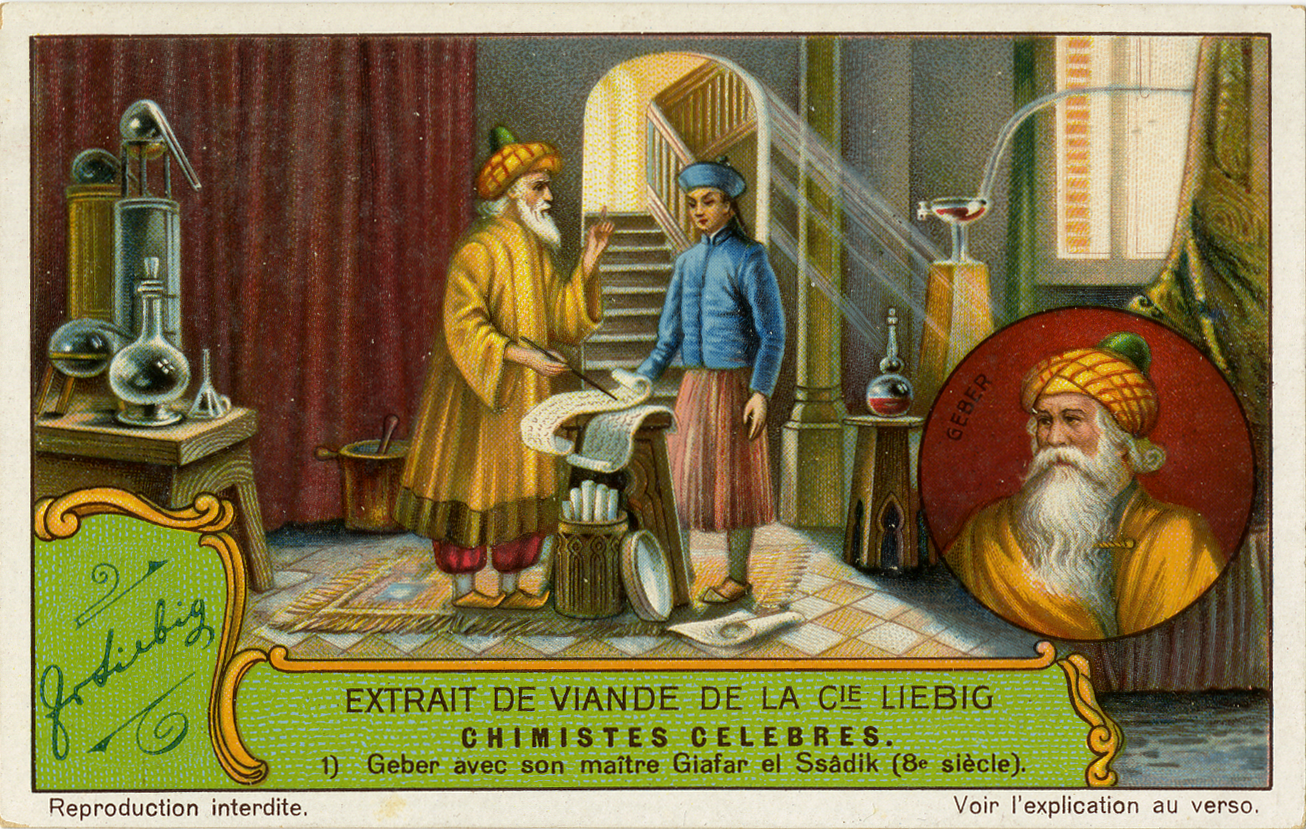
Geber representat a la Liebig Extract of Meat Companya targeta comercial de Chimistes Celebres, 1929.

L'alquímia occidental depenia directament de les fonts àrabs. Els treballs alquímics llatins de "Geber" (Jābir ibn Hayyān) eren textos estàndard per als alquimistes europeus. L'atribució exacta d'aquestes obres segueix sent motiu de certa controvèrsia. Hi ha, sens dubte, traduccions de l'àrab d'obres atribuïdes a Jàbir ibn Hayyan, incloent-hi el Kitab al-Kimya (titulat Llibre de la composició de l'Alquímia a Europa), traduït per Robert de Chester (1144); així com el Llibre dels Setanta, traduït per Gerard de Cremona (abans de 1187). Es discuteix si realment van ser escrits per un home (o bé si Jābir era una figura històrica real). No hi ha dubte sobre la influència sobre l'alquímia europea medieval de les obres àrabs traduïdes.  Les obres alquímiques d'ar-Razí (Rhazes) van ser traduïdes al llatí al voltant de al segle xii. Diverses paraules àrabs tècniques d'obres alquímiques àrabs, com l'alcali, van adaptar-se a les llengües europees i van passar a formar part del seu vocabulari científic.

### Astronomia, matemàtiques, física

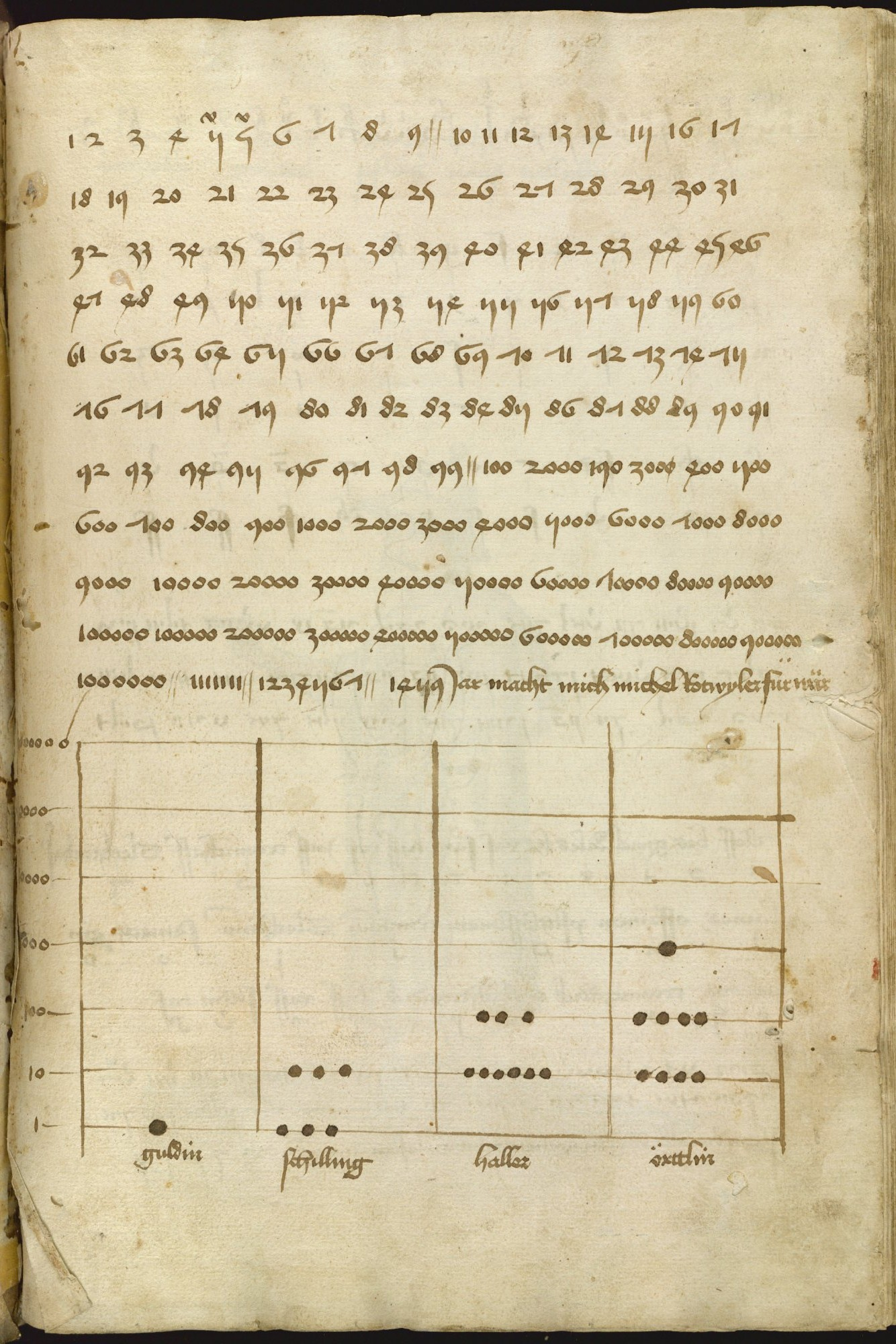
Una pàgina del manuscrit alemany que ensenya l'ús dels nombres àrabs (Hans Talhoffer, 1459)

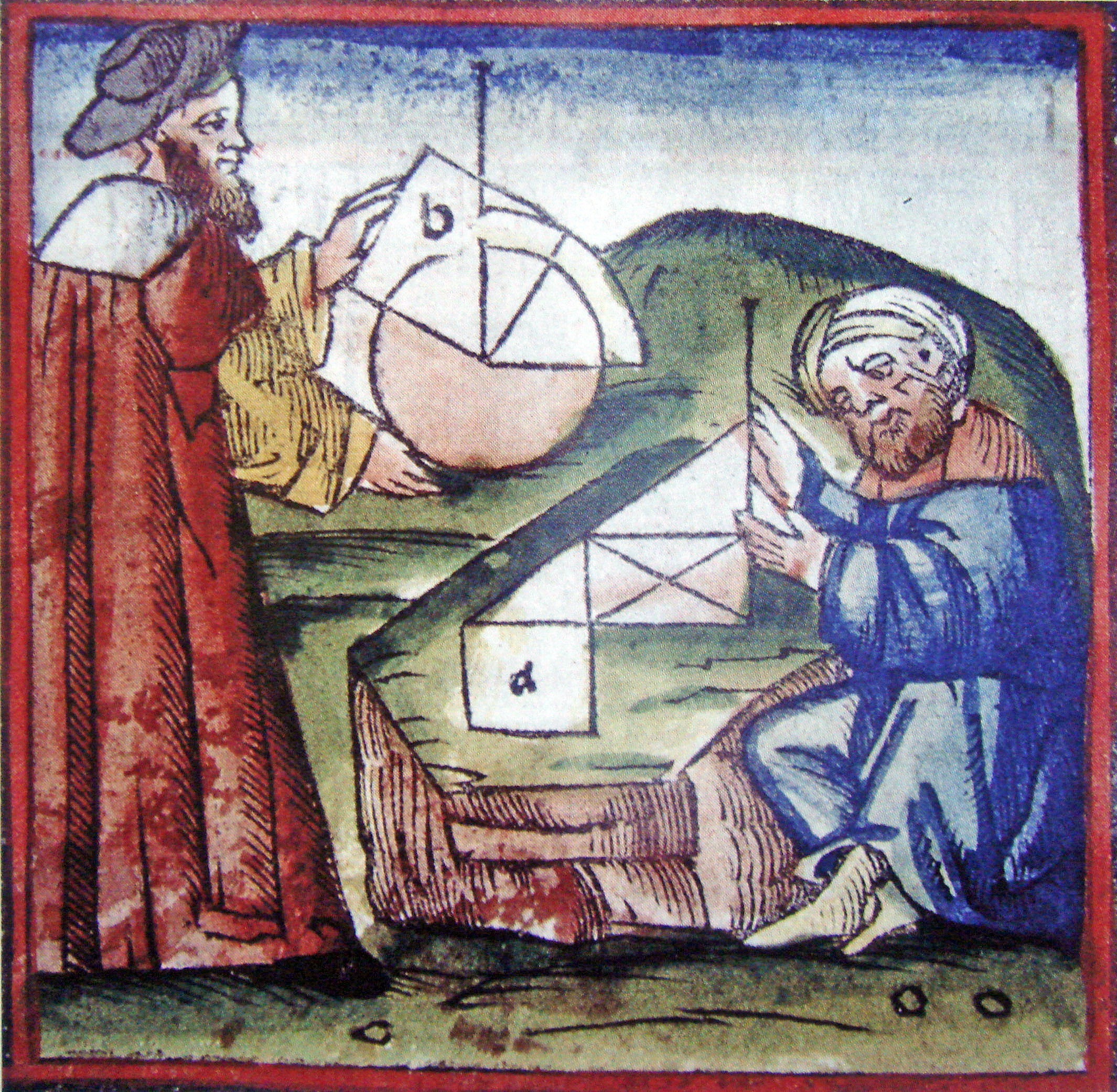
Un europeu i un àrab practicant la geometria junts. Manuscrit del

La traducció de l'obra d'al-Khwarizmí va influir molt en les matemàtiques a Europa. Tal com escriu el professor Victor J. Katz: «La majoria de les primeres obres de l'àlgebra a Europa van reconèixer que les primeres obres de l'àlgebra en aquest continent van ser traduccions de l'obra d'al-Khwarizmí i d'altres autors islàmics. També hi havia certa consciència que es podria atribuir gran part de la trigonometria esfèrica i plana als autors islàmics». L'algorisme de les paraules, que deriva del nom llatinitzat d'al-Khwarizmí, Algorismi, i l'àlgebra, derivat del títol del seu llibre 820 dC Hissab al-jabr wa-l-muqàbala, Kitab al-jabr wa-l-muqàbala són paraules angleses d'origen àrab. Aquest i altres treballs astronòmics i matemàtics àrabs, com els de al-Battaní i el Gran Sindhind de Muhàmmad al-Fazarí (basats en el Surya Siddhanta i les obres de Brahmagupta). van traduir-se al llatí durant el segle xii.
El Zij as-Sanjari d'al-Khaziní (1115–1116) va ser traduït al grec per Gregori Coniades al segle xiii,i va ser estudiat a l'Imperi Romà d'Orient. Les modificacions astronòmiques del model Ptolemaic fetes per Al-Battan i Averrois van conduir a models no ptolemaics produïts per Mo'ayyeduddin Urdi (lema Urdi), Nassir-ad-Din at-Tussí (Parell de Tusi) i Ibn al-Shatir, que més tard es van adaptar al model heliocèntric copernicà. Ta'rikh al-Hind i Kitab al-qanun al-Mas'udi, d'Al-Biruní van ser traduïts al llatí com Indica i Cànon Mas'udicus respectivament.
Leonardo de Pisa va presentar el primer compte europeu complet de números aràbigs i el sistema de numeració hindú-àrab al seu Liber Abaci (1202).
El llibre d'al-Jayyaní Sobre arcs desconeguts d'una esfera (un tractat sobre trigonometria esfèrica) va tenir una «forta influència en les matemàtiques europees». Regiomontanus On Triangles (c. 1463) va portar certament el seu material sobre la trigonometria esfèrica (sense reconeixement) de fonts àrabs. Bona part del material es va treure de l'obra del segle xii de Jabir ibn Aflah, tal com va assenyalar el segle xvi Girolamo Cardano.

Un breu vers usat per Fulbert de Chartres (952-970 –1028) per ajudar a recordar algunes de les estrelles més brillants del cel ens proporciona l'ús més antic conegut de les paraules de préstec àrab en un text llatí: «Aldebaran destaca en Taure, Menke i Rigel en Gemini, i Frons i Calbalazet brillant en Leo. Escorpí, teniu Galbalagrab ; i tu, Capricorn, Deneb. Vosaltres, Batanalhaut, sou prou sols per als peixos».

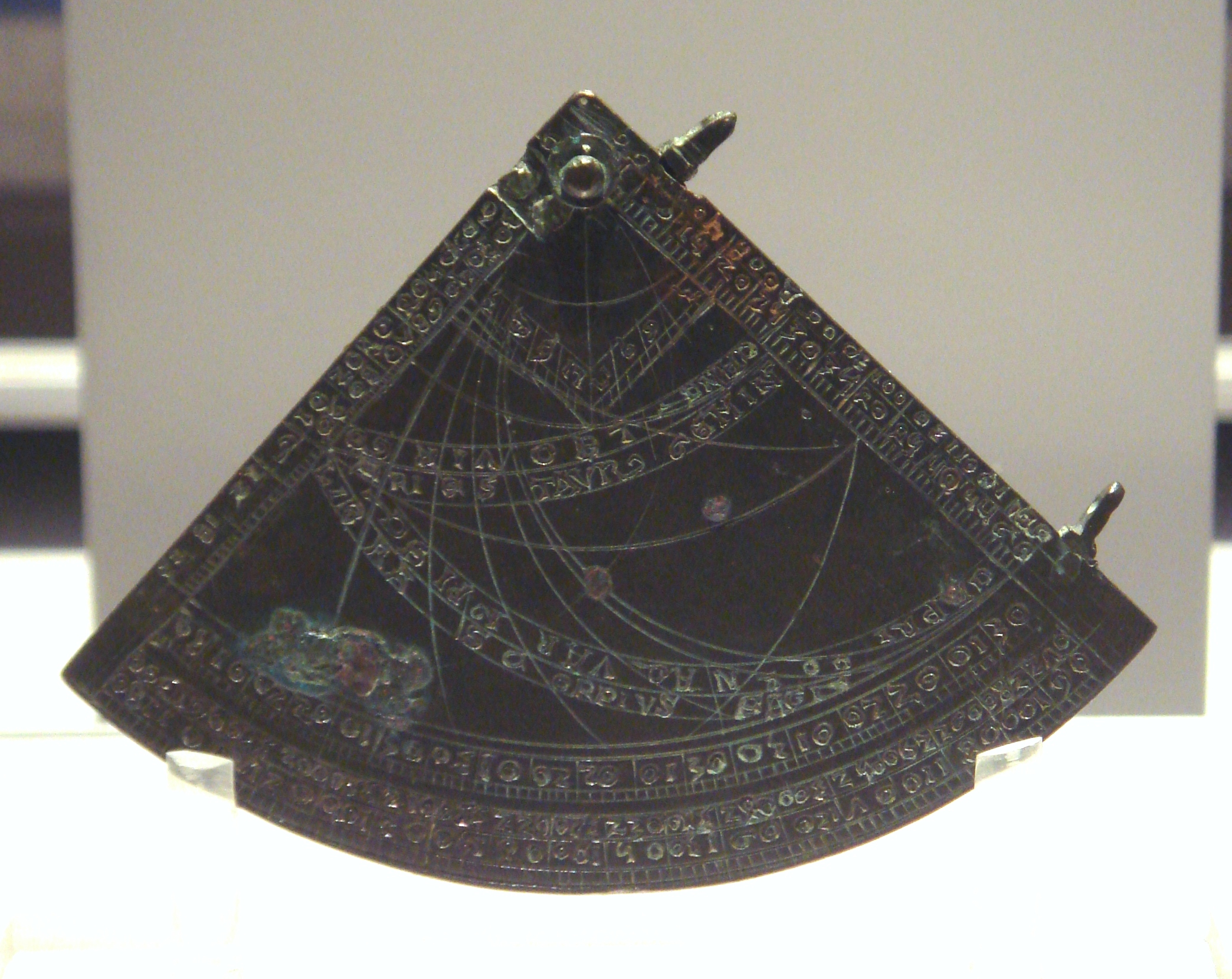
Quadrant Astrolabi, Anglaterra, 1388

Ibn al-Hàytham (Alhazen) va escriure el Llibre d'òptica (1021), en el qual va desenvolupar una teoria de la visió i la llum que es va basar en l'obra de l'escriptor romà Claudi Ptolemeu (però que va rebutjar la teoria de Ptolemeu segons la qual la llum era emesa per l'ull, insistint en canvi que els raigs de llum van entrar a l'ull) i va ser l'avanç més significatiu en aquest camp fins a Johannes Kepler. El Llibre d'òptica va constituir un element important en la història del mètode científic i la història de l'òptica. La traducció llatina del Llibre d'òptica va influir en les obres de molts científics europeus posteriors, entre ells Roger Bacon i Johannes Kepler. El llibre també va influir en altres aspectes de la cultura europea. En religió, per exemple, John Wycliffe, el progenitor intel·lectual de la Reforma protestant, es va referir a Alhazen en discutir els set pecats mortals en termes de distorsions en els set tipus de miralls analitzats a De aspectibus. A la literatura, el llibre de l'òptica d'Alhazen és elogiat al Roman de la Rose de Guillaume de Lorris. En l'art, el Llibre d'òptica va posar les bases de la tècnica de perspectiva lineal i pot haver influït en l'ús d'ajudes òptiques en l'art del Renaixement (vegeu la tesi de Hockney-Falco). Aquestes mateixes tècniques van ser utilitzades posteriorment en els mapes realitzats per cartògrafs europeus com Paolo Toscanelli durant l'Era de l'exploració.
La teoria del moviment desenvolupada per Avicenna a partir de la física aristotèlica pot haver influït en la Teoria de l'ímpetu de Jean Buridan (l'ancestre dels conceptes d'inèrcia i moviment). El treball de Galileo Galilei sobre la mecànica clàssica (que substitueix la física aristotèlica) també va ser influenciat per escriptors de física medieval anteriors, inclòs Avempace.
La brúixola magnètica, una invenció xinesa, es menciona per primera vegada en fonts àrabs de c. 1300, pel sultà iemenita al-Àixraf i per l'astrònom egipci Ibn Simun.
Altres treballs destacats inclouen els de Nur-ad-Din al-Bitrují, sobretot Sobre els moviments del cels, Introducció a l'Astrologia d'Abu-Màixar, l'Algebra d'Abu-Kàmil Xujà ibn Àslam, i De Proprietatibus Elementorum, un treball sobre geologia islàmica escrit per un pseudo-Aristòtil.

### Medicina

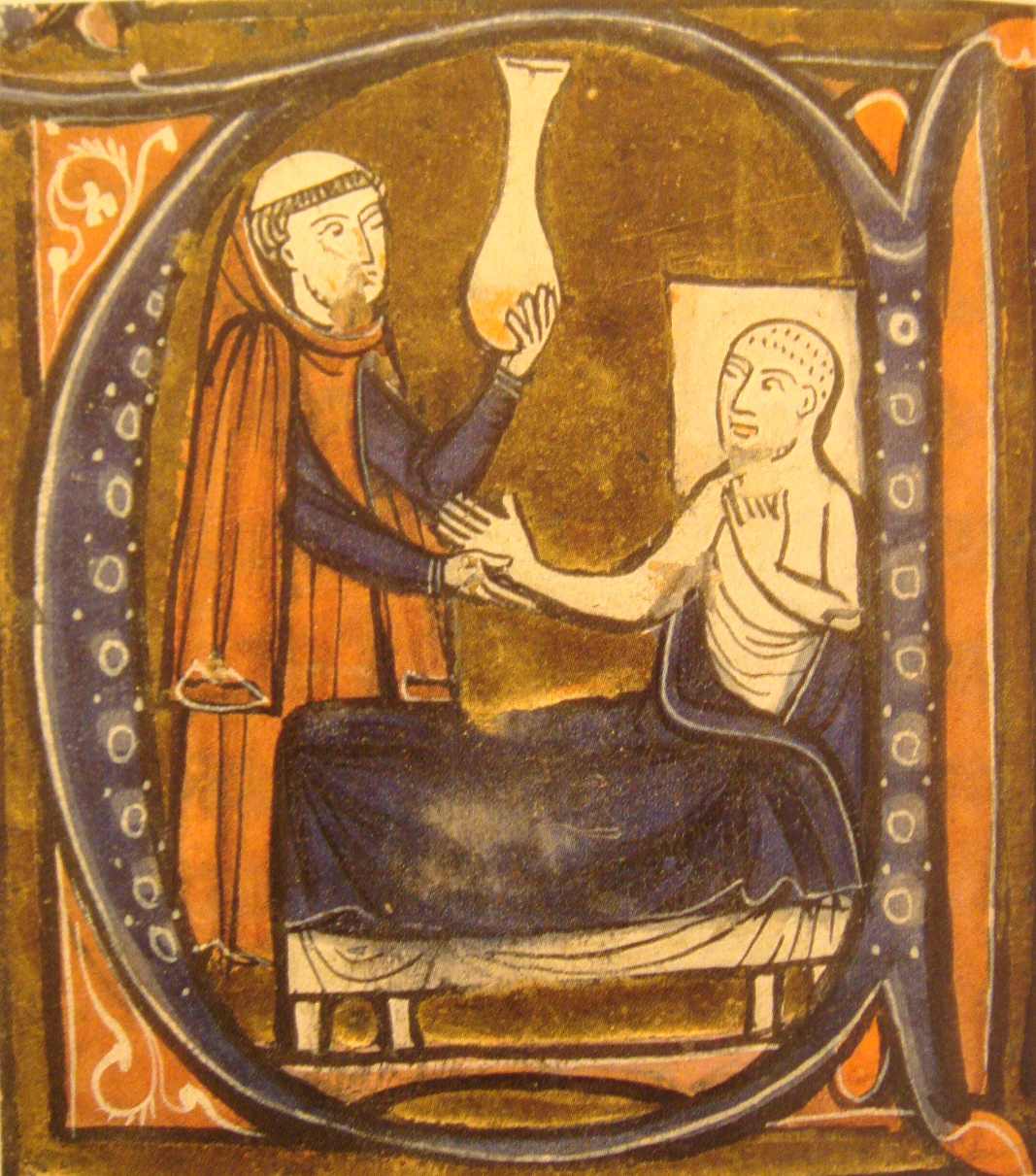
Representació europea del metge persa Al-Razi, al Receuil des Traités de Médecine de Gerard de Cremona (1250–1260). Cremona va traduir nombroses obres d'erudits musulmans, com al-Razi i Ibn Sina.

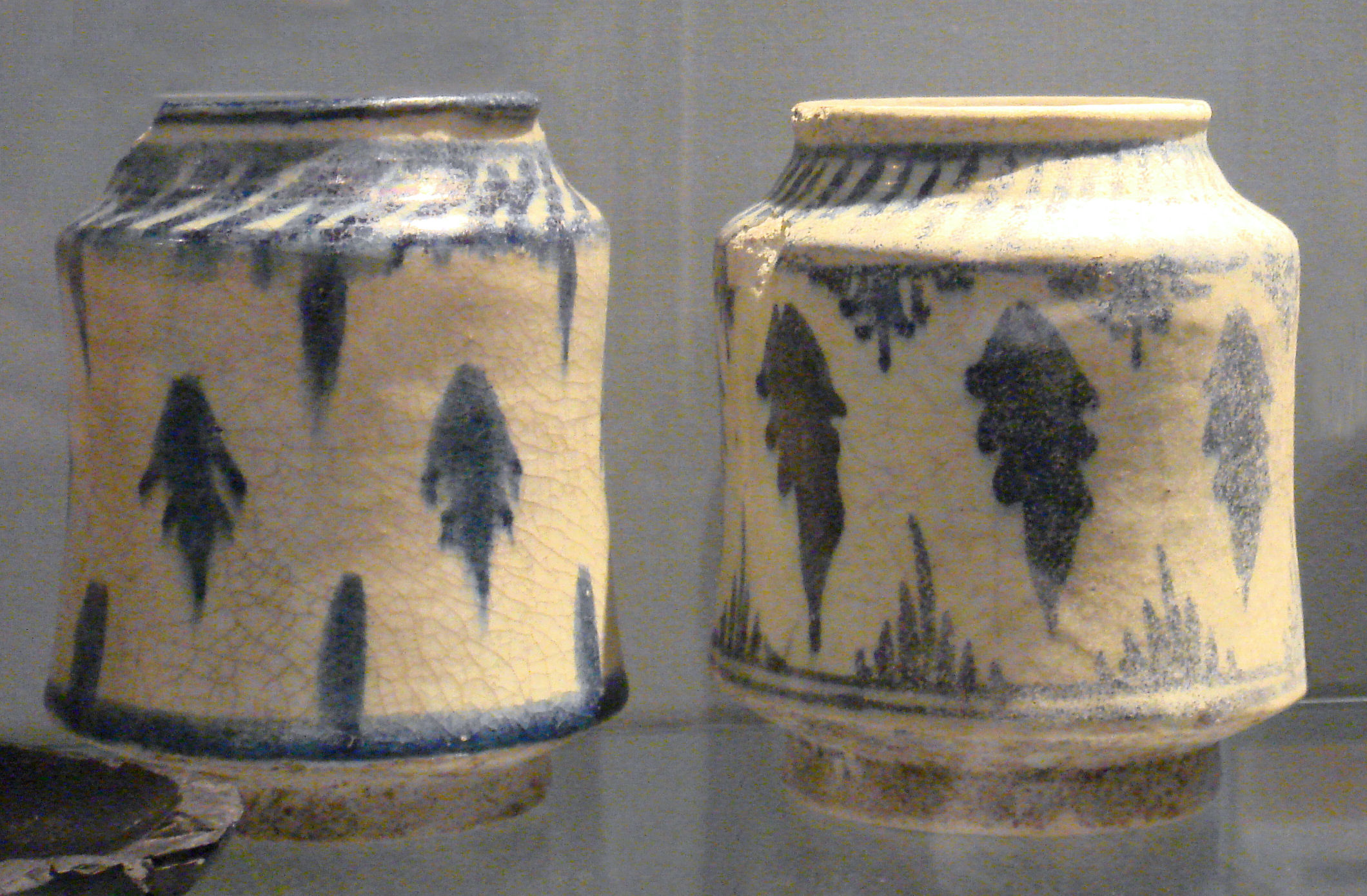
Gerres medicinals de Síria c. 1300, excavades al carrer Fenchurch, Londres. Museu de Londres

Una de les obres mèdiques més importants en ser traduïdes de l'àrab al llatí va ser el Cànon de la Medicina d'Avicena (1025)- La seva difusió en forma manuscrita i impresa va arribar a tots els territoris de l'Europa medieval. Aquest text va esdevenir un manual de medicina estàndard a Europa fins l'Era Moderna. Durant els segles XV i XVI, el Cànon de Medicina es va publicar més de trenta-cinc vegades. Avicenna va assenyalar la naturalesa contagiosa d'algunes malalties infeccioses, que va atribuir a «rastres» deixats a l'aire per una persona malalta. Alhora va discutir com provar de forma efectiva nous medicaments. També va escriure El llibre de la curació, una enciclopèdia més general de ciències i filosofia, que es va convertir en un altre llibre de text popular a Europa. Muhàmmad ibn Zakariya ar-Razí va escriure el Llibre Integral de Medicina, amb una acurada descripció i distinció entre el xarampió i la verola, que també va influir a Europa. Abu-l-Qàssim az-Zahrawí va escriure Kitab at-tasrif, una enciclopèdia de la medicina que tenia fama per la seva secció de cirurgia. Incloïa descripcions i esquemes de més de 200 instruments quirúrgics, molts dels quals havia desenvolupat ell mateix. La secció de cirurgia va ser traduïda al llatí per Gerard de Cremona al segle xii, i es va utilitzar a les escoles de medicina europees durant segles, sent reimpresa fins i tot a la dècada de 1770.

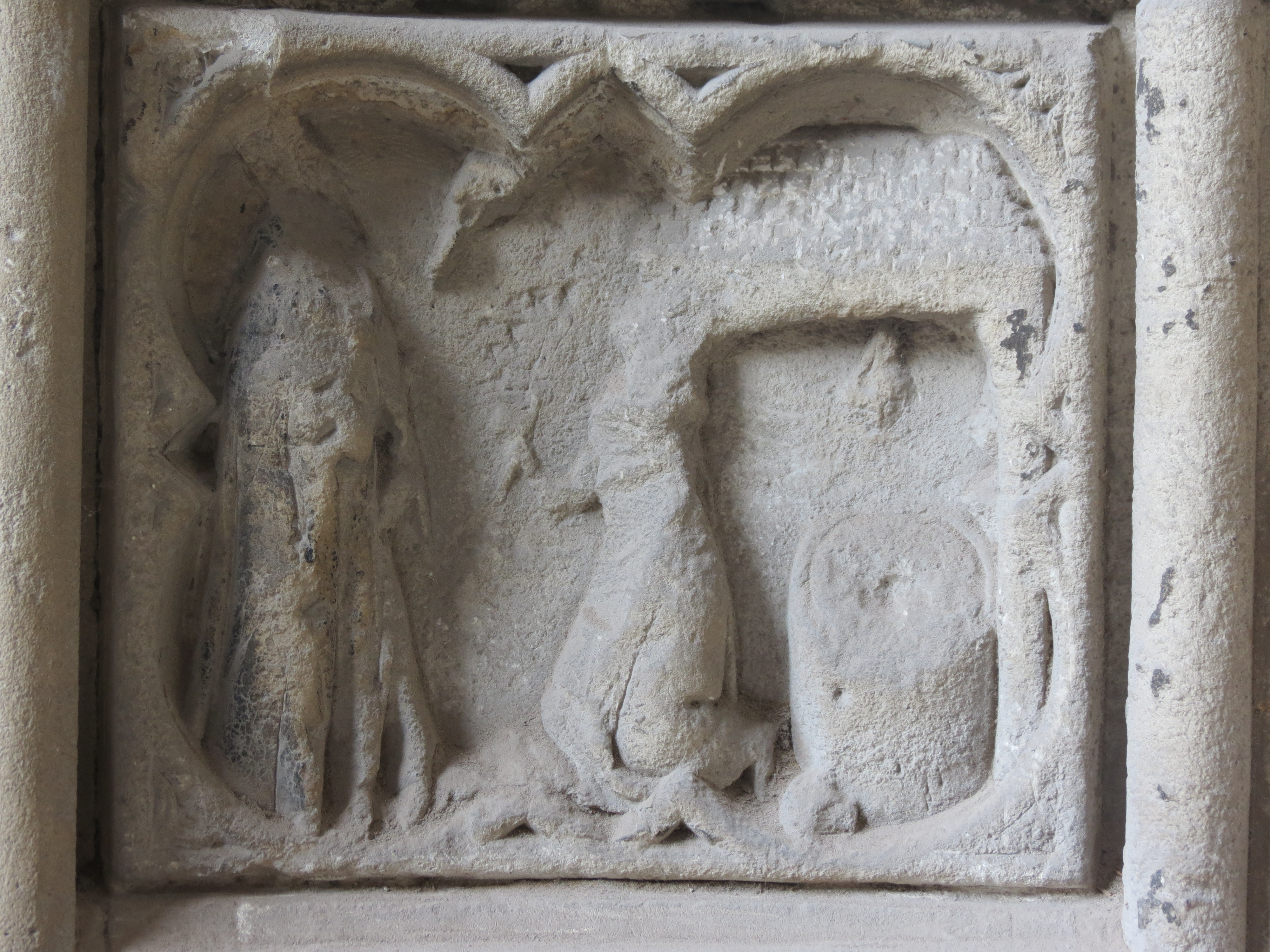
Façana d'una reunió entre un erudit musulmà i un senyor franc

Altres obres àrabs mèdiques traduïdes al llatí durant l'època medieval inclouen les obres de Razi i Avicenna (incloses El Llibre de la curació i El Cànon de la medicina), i l'enciclopèdia mèdica d'Ali ibn Abbas al-Majusi, El llibre complet de l'art de la medicina. Marcos de Toledo, a principis del segle xiii, va traduir l'Alcorà així com diverses obres mèdiques.

## Tecnologia i cultura

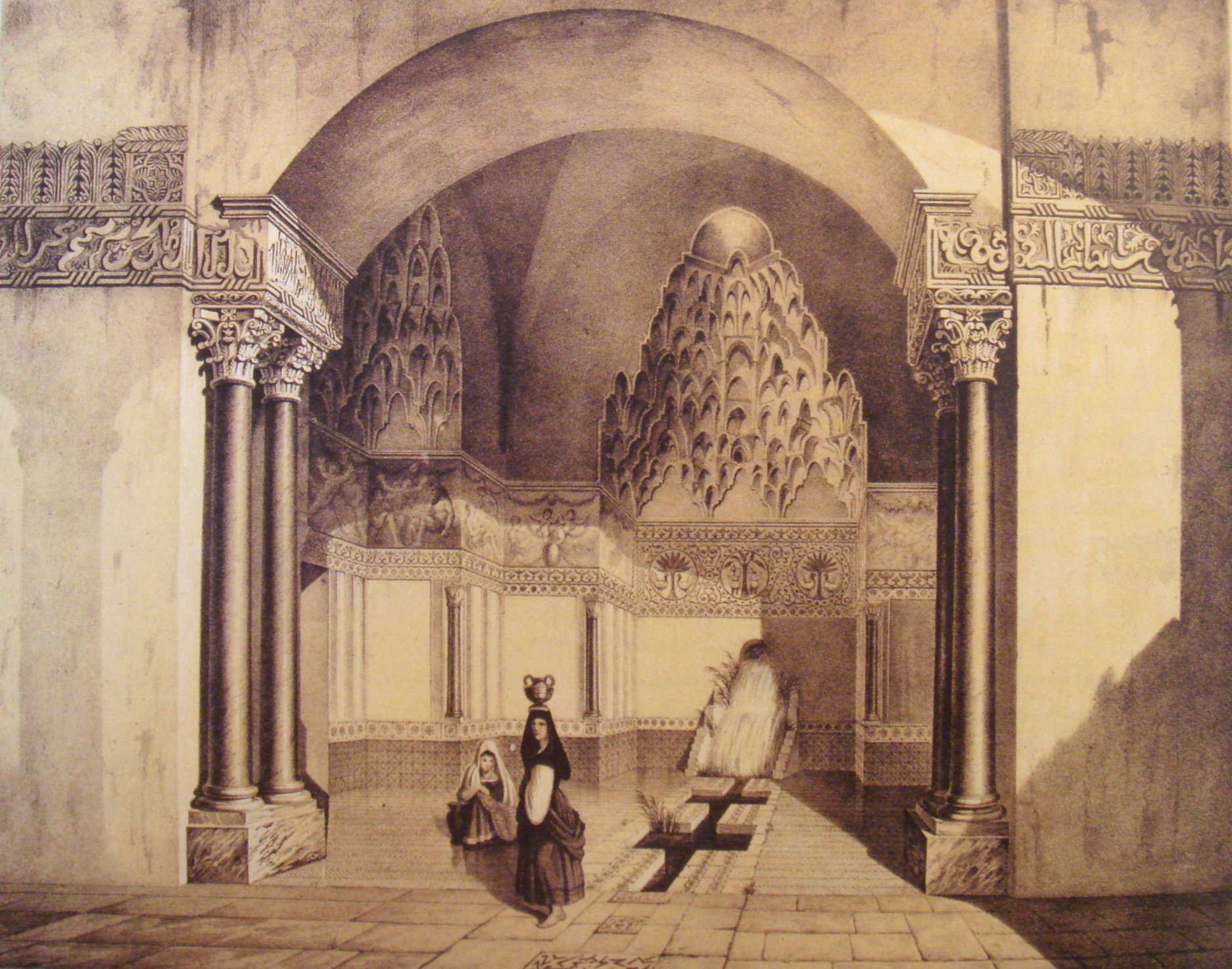
Representació del de La Zisa, Palerm, que mostra art i arquitectura normanda-àrab-romana d'Orient que combina trets occidentals (com els pilars i frisos clàssics) amb decoracions i cal·ligrafia islàmiques.

### Industries agràries i tèxtils
En aquest període es van introduir a Europa diverses fruites i verdures a través del Pròxim Orient i el nord d'Àfrica. Algunes tenien el seu origen a la Xina i l'Índia, incloent la carxofa, els espinacs i l'albergínia.

### Arts
Les arts decoratives islàmiques van ser molt valorades per importacions a Europa durant tota l'edat mitjana. En gran manera a causa dels accidents de supervivència, la majoria d'exemples sobrevivents són els que estaven en possessió de l'església. En el període primerenc els tèxtils eren especialment importants. Utilitzats per a vestiments d'església, sudaris, tapissos i roba per a les elits. La ceràmica islàmica de qualitat encara es preferia a les mercaderies europees mes quotidianes. Com que la decoració era majoritàriament ornamental, o amb petites escenes de caça i similars, i no s'incorporaven inscripcions, els objectes islàmics no ofenien la sensibilitat cristiana. L'art medieval a Sicília és interessant estilísticament per la barreja d'influències normandes, àrabs i romanes d'Orient en zones com mosaics i incrustacions metàl·liques, escultura i treballs en bronze.

### Escriptura

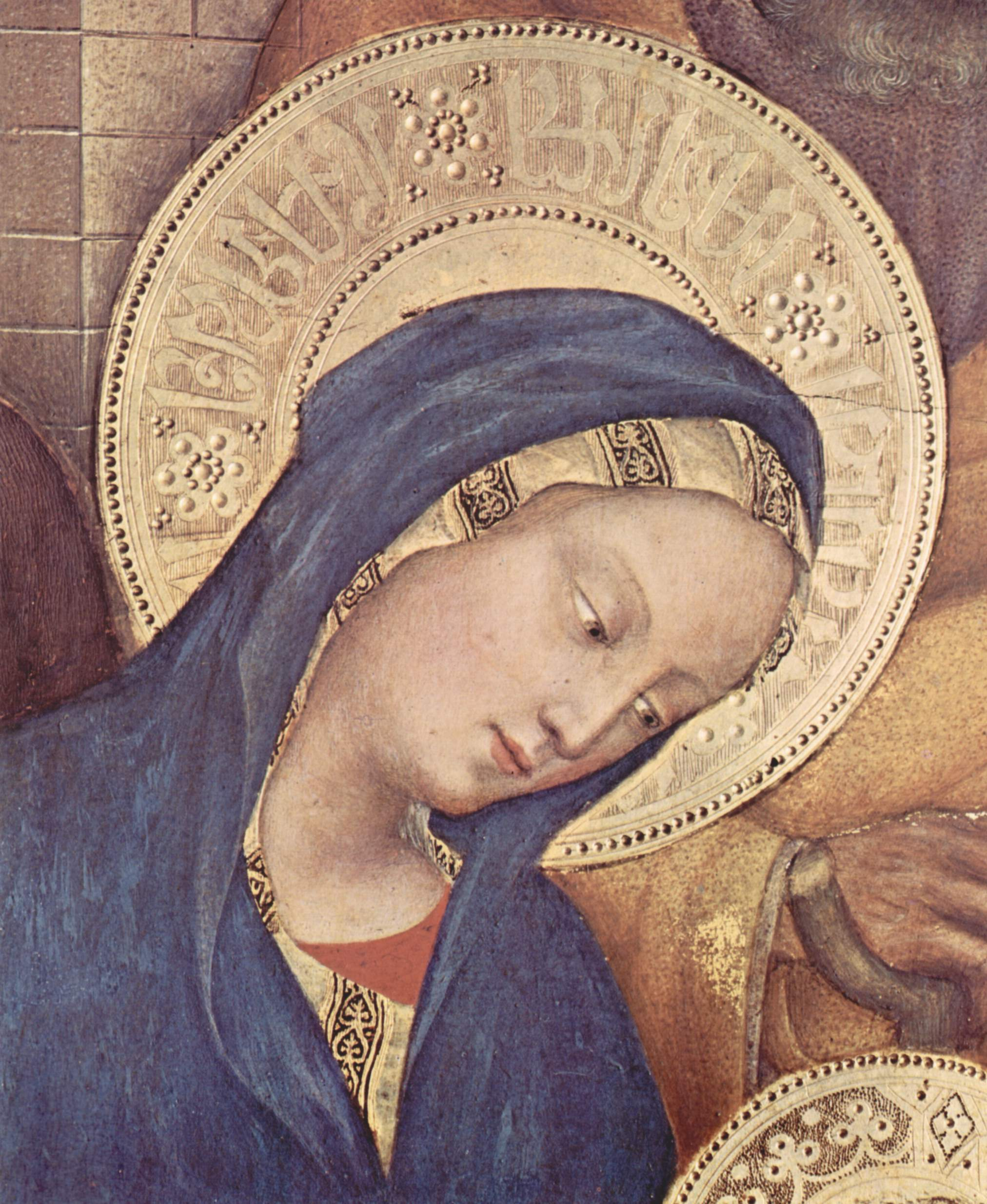
Escriptura pseudo-kufica a l'halo de la Mare de Déu, detall de l'Adoració dels Reis Mags (1423) de Gentile da Fabriano. El guió es divideix a més per rosetes com les dels plats Mamelucs.

La cal·ligrafia cúfica àrab es va imitar sovint amb efectes decoratius a Occident durant l'edat mitjana i el Renaixement, per produir el que es coneix com a pseudo-cufic: «Les imitacions de l'àrab en l'art europeu sovint es descriuen com a pseudo-cufic, i es presta el terme per una escriptura àrab que emfatitza els traços rectes i angulars i s'utilitza més sovint en la decoració arquitectònica islàmica». Es coneixen nombrosos casos d'escriptura pseudo-cufica des de l'art europeu des del segle x fins al XV. Normalment els caràcters no tenen sentit, tot i que de vegades s'ha copiat un text. L'escriptura pseudo-cufica s'utilitzaria com a eina de redacció o com a element decoratius en teixits, aurèoles religioses o marcs. Moltes són visibles a les pintures de Giotto. El motiu exacte per a la incorporació del pseudo-cufica a la pintura del Renaixement primerenc no és clar. Sembla que els occidentals van associar erròniament les escriptures del Pròxim Orient del segle xiii i XIV com a idèntics a les escriptures actuals durant l'època de Jesús. En conseqüència van trobar natural que representessin els primers cristians associant-los amb ells: «En l'art renaixentista, l'escriptura pseudo-cufica es va utilitzar per decorar els vestits d'herois de l'Antic Testament com David». Una altra raó pot ser que l'artista desitgés expressar una universalitat cultural per a la fe cristiana, en combinar diversos idiomes escrits, en un moment en què l'església tenia fortes ambicions internacionals.

### Catifes

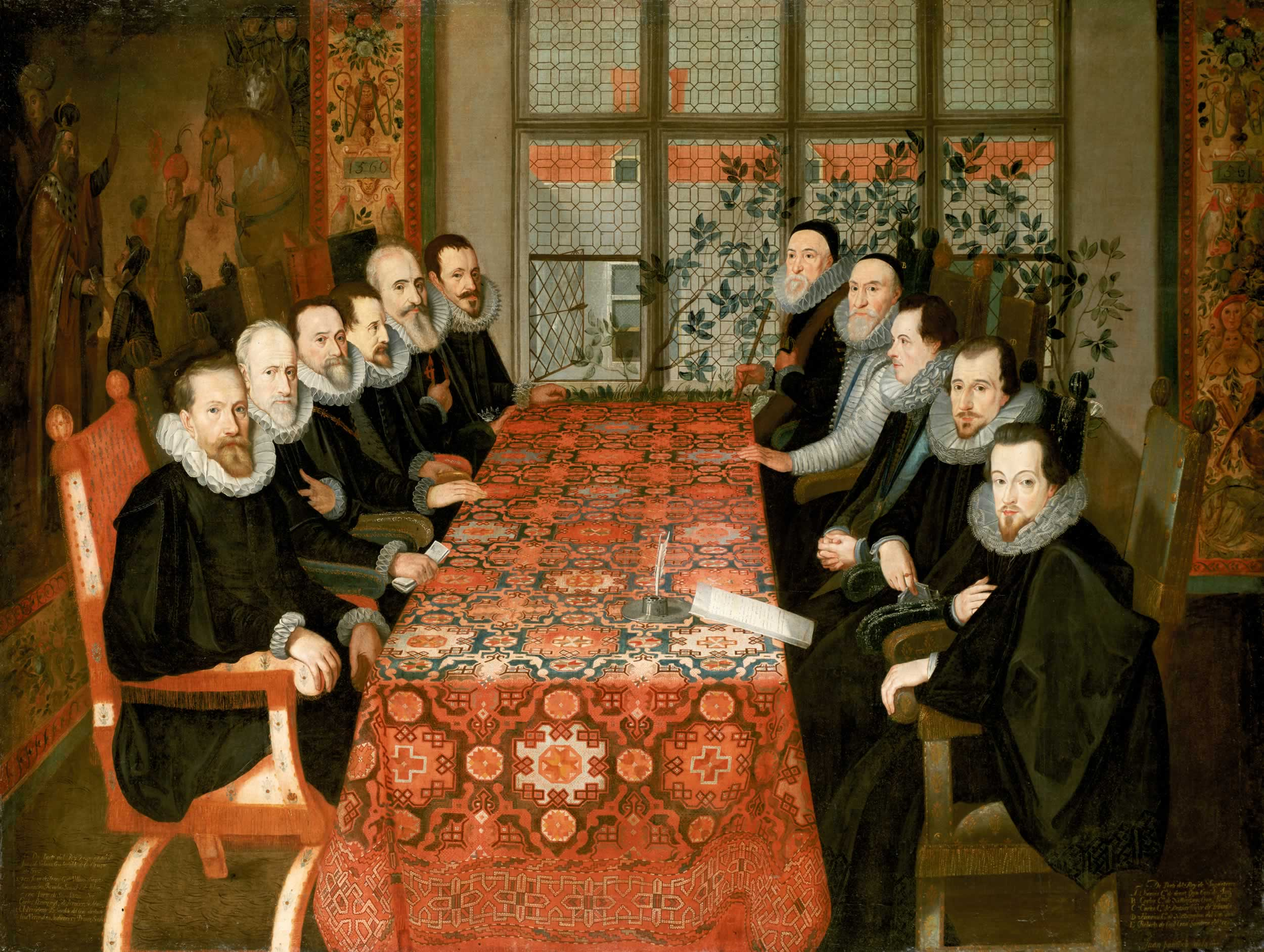
Artista desconegut de la Somerset House Conference (1604), mostra diplomàtics anglesos i espanyols reunits al voltant d'una taula coberta per una catifa oriental.

Les catifes d'origen de l'oriental mitjà, ja sigui de l'Imperi Otomà, del Pròxim Orient, de l'estat mameluc d'Egipte, o del nord d'Àfrica, eren un signe important de riquesa i luxe a Europa. Ho demostra la seva aparició freqüent com a característiques decoratives importants en pintures del segle xiii i continuant-se fins al Barroc. Aquests catifes, juntament amb les escriptures pseudo-cufiques, ofereixen un interessant exemple de la integració dels elements orientals a la pintura europea. En particular, en la representació de temes religiosos.

### Música
Diversos instruments musicals utilitzats en la música europea van ser influenciats per instruments utilitzats en la música àrab. Com per exemple el rabec (un avantpassat del violí), el rabab i el naqqara de naqareh Es diu que el ud és un dels diversos precursors de la guitarra moderna.

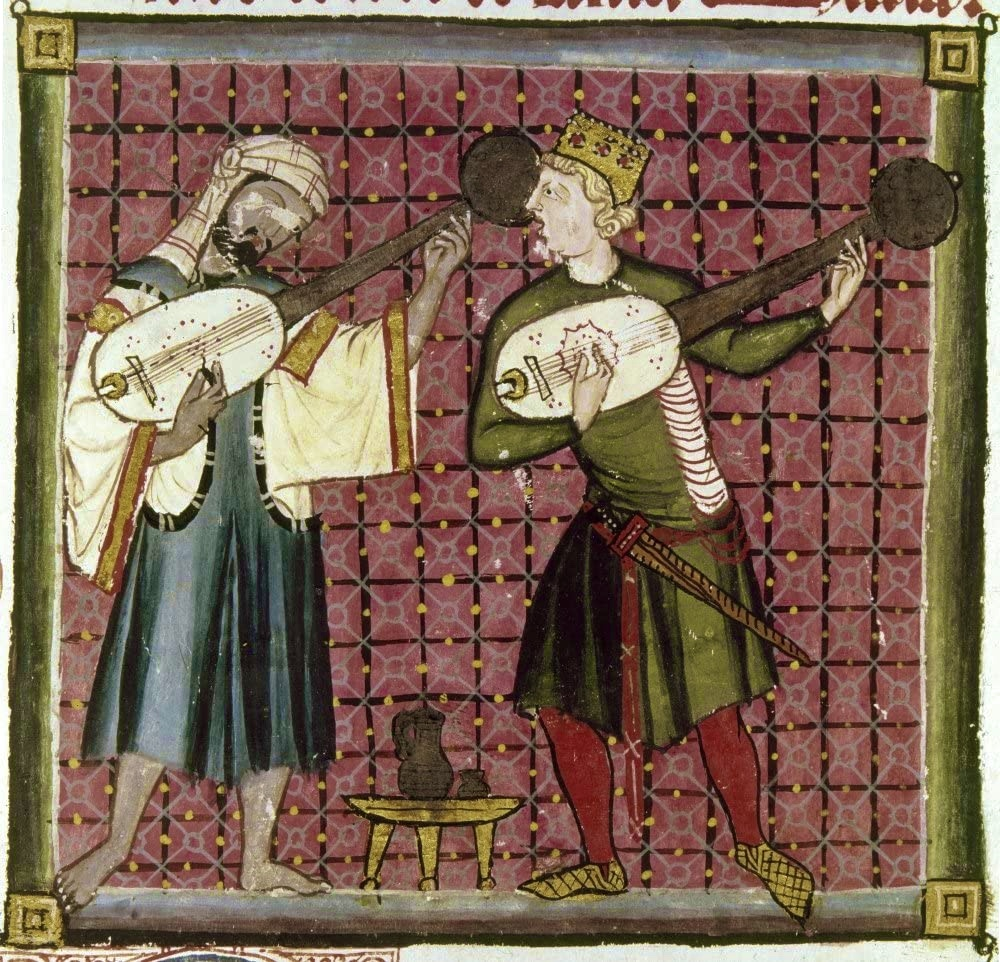
Musulmans i cristians tocant llaüts. Miniatura de les Cantigues de Santa Maria del rei Alfons X

Alguns estudiosos creuen que els trobadors podien haver tingut orígens àrabs. Magda Bogin afirma que la tradició poètica i musical àrab era una de les diverses influències de la «poesia amorosa cortesana» europea. Évariste Lévi-Provençal i altres investigadors van declarar que tres línies d'un poema de Guillem IX d'Aquitània estaven en alguna forma d'àrab, la cosa que indica un potencial origen de l'Àndalus per a les seves obres. Els estudiosos van intentar traduir les línies en qüestió i van produir diverses traduccions diferents. El medievalista Istvan Frank va defensar que les línies no eren àrabs en absolut, sinó el resultat de la reescriptura de l'original per un escriba posterior.
La teoria que la tradició trobadoresca va ser creada per Guillem després de les seves experiències amb les arts magrebis mentre lluitava amb la Reconquesta a la Península Ibèrica ha estat sostinguda per Ramón Menéndez Pidal i Idries Shah. George T. Beech afirma que només hi ha una batalla documentada que va combatre Guilliem a la península Ibèrica, i es va produir cap al final de la seva vida. Tot i això, Beech afegeix que Guillem i el seu pare tenien contactes en els regnes hispànics degut a la seva família extensa, i que si bé no hi ha proves que ell mateix conegúes l'àrab, potser tenia amistat amb alguns cristians europeus que podien parlar aquesta llengua. Uns altres afirmen que la noció que Guillem va crear el concepte trobadoresc és en si mateixa incorrecta i que les seves «cançons no representen els inicis d'una tradició sinó els cims de l'assoliment en aquesta tradició».

### Tecnologia

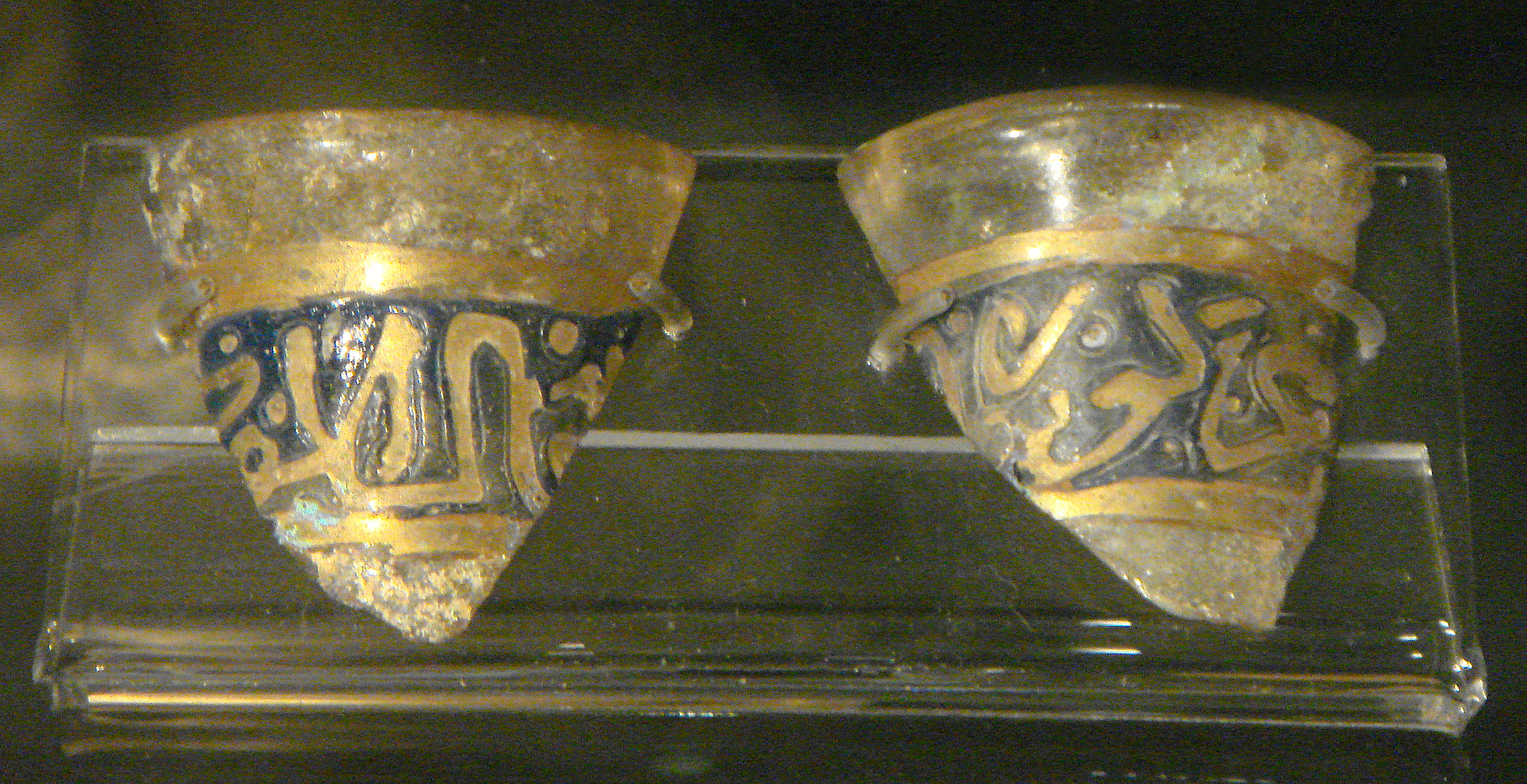
Peces de vidre sirià o egipci amb inscripcions àrabs, excavades a Londres. Museu de Londres.

Es van adoptar diverses tecnologies en el món islàmic en la tecnologia medieval europea. Aquests inclouen diversos cultius. També instruments astronòmics, com l'astrolabi grec que els astrònoms àrabs van desenvolupar i perfeccionar en instruments com el Quadrans Vetus: un quadrant horari universal que es podia utilitzar per a qualsevol latitud, i el Assafea, un astrolabi universal inventat per Abū Ishāq Ibrāhīm al-Zarqālī. alhora que el sextant astronòmic. Trobem diversos instruments quirúrgics, incloent perfeccionaments de formes més antigues i invencions completament noves. La tecnologia de l'engranatge en rellotges d'aigua i autòmats també va ser força avançada. Els grecs i romans van conèixer la destil·lació, però es va redescobrir a l'Europa medieval a través dels àrabs. La paraula alcohol (per descriure el líquid produït per destil·lació) prové de l'àrab al-kuhl. La paraula alambi (a través del grec Ambix) prové de l'àrab al-anbiq. Es creu que els exemples islàmics de rellotges d'aigua complexos i autòmats van influït fortament en els artesans europeus que van produir els primers rellotges mecànics al segle xiii.
La importació de l'antiga i la nova tecnologia de l'Orient Mitjà i l'Orient a l'Europa renaixentista va representar «una de les transferències de tecnologia més grans de la història mundial».
En un influent document de 1974, l'historiador Andrew Watson va suggerir que hi havia hagut una Revolució agrícola àrab entre 700 i 1100, que havia difós un gran nombre de cultius i tecnologies de la Península Ibèrica a l'Europa medieval, on l'agricultura es restringia majoritàriament a les soques de blat obtingudes molt abans, a través de l'Àsia central. Watson va enumerar divuit cultius, incloent-hi sorgo d'Àfrica, cítrics procedents de la Xina, i nombrosos cultius de l'Índia com ara mangos, arròs, cotó i canya de sucre, que es van distribuir per terres islàmiques i que, segons Watson, no s'havien cultivat anteriorment. Watson va argumentar que aquestes introduccions, juntament amb una major mecanització de l'agricultura, van comportar canvis importants en l'economia, la distribució de la població, la cobertura de vegetació i la producció agrícoles, axií com en els nivells de població, el creixement urbà, la distribució de la mà d'obra, les indústries vinculades, la cuina, dieta i roba al món islàmic. També per influència musulmana, es va transmetre la indústria de la seda, es va conrear i exportar el lli, i es va cultivar la fibra d'espart, que creixia salvatge a les parts més àrides, i es va convertir en diversos articles. No obstant això, Michael Decker ha desafiat parts significatives de la tesi de Watson, exposant que si tots aquests cultius van ser introduïts a Europa durant aquest període. Decker va utilitzar evidències literàries i arqueològiques per suggerir que quatre dels cultius enumerats (és a dir, blat dur, arròs asiàtic, sorgo i cotó) eren comuns segles abans del període islàmic. Els cultius nous no eren tan importants com havia suggerit Watson i generalment argumentant que les pràctiques agrícoles islàmiques en àrees com el regadiu van suposar una evolució més a partir del món antic que la revolució que va suggerir Watson.
La producció de sucre a partir de canya de sucre, rellotges d'aigua, pasta de cel·lulosa i paper, seda i diversos avenços en l'elaboració de perfums van ser traslladats del món islàmic a l'Europa medieval. Els molins d'aigua,així com els avenços en la tecnologia dels molins també es van poder transmetre del món islàmic a l'Europa medieval juntament amb l'ús a gran escala d'invencions com la bomba d'aspiració, sinia i les bombes de cadena amb finalitats de reg. Segons Watson, «La contribució islàmica va ser menor en la invenció de nous dispositius que en l'aplicació a una escala molt més àmplia d'instruments que en temps preislàmics s'havien utilitzat només en zones limitades i en una mesura limitada». Aquestes novetats van permetre que algunes operacions industrials que abans servien per mà d'obra manual d'animals de tir fossin conduïdes per maquinària a l'Europa medieval.
La roda filosa es va inventar al món islàmic cap al 1030. Més tard es va estendre a la Xina cap al 1090, i després des del món islàmic cap a Europa i l'Índia cap al segle xiii. La filosa va ser fonamental per a la indústria tèxtil del cotó abans de la Revolució Industrial. De fet va actuar com un precursor de la spinning jenny, que va ser àmpliament utilitzada durant la Revolució Industrial. La jenny era essencialment una adaptació de la roda filant.

### Moneda
Mentre que les primeres monedes eren encunyades i circulaven àmpliament a Europa i a l'antiga Roma, les monedes islàmiques van tenir certa influència en la formació medieval d'Europa. El rei anglès del segle viii, Offa de Mercia va encunyar una còpia aproximada dels dinars abbàsídes encunyada pel califa Al-Mansur el 774 amb «Offa Rex» centrada al revers. La persona que administrava les monedes tenia poc coneixement de l'àrab, ja que el text en àrab conté diversos errors.
A Sicília, Malta i el Mezzogiorno itàlià des d'el 913 les monedes d'or Tari d'origen islàmic van ser encunyades en gran nombre pels governants normands, Hohenstaufen i els primers angevins. Quan els normands van envair Sicília al segle xii, van emetre monedes tarì amb llegendes en àrab i llatí. Els tarìs estaven tan estesos que es van fer imitacions al sud d'Itàlia (Amalfi i Salern) que només utilitzaven imitacions «pseudo-cúfiques» il·legibles de l'àrab.

Segons Janet Abu-Lughod: 
 L'espècie preferida per a transaccions internacionals anteriors al segle xiii, a Europa, així com a l'Orient Mitjà i fins i tot l'Índia, eren les monedes d'or col·locades per Constantinoble i després Egipte. No va ser fins després del segle xiii que algunes ciutats italianes (Florència i Gènova) van començar a encunyar les seves pròpies monedes d'or. Però es van utilitzar per complementar-les, en lloc de suplantar les monedes de l'Orient Mitjà que ja circulaven. 

## Literatura
Per primera vegada es va suggerir per part de Miguel Asín Palacios el 1919 que la Divina comèdia de Dante Alighieri, considerada la més gran èpica de la literatura italiana, va derivar moltes característiques i episodis directament o indirecta d'obres àrabs sobre escatologia islàmica, com els hadits i els escrits espirituals de Ibn al-Arabí. El Kitab al-Miraj, referent a l'ascensió de Mahoma al cel, va ser traduït al llatí el 1264 o poc abans com a Liber Scale Machometi, El llibre de l'escala de Mahoma. Dante era sens dubte conscient de la filosofia musulmana, anomenant Avicenna i Averrois per acabar en la seva llista de filòsofs no cristians al Limbo, al costat dels grans filòsofs grecs i llatins. Tanmateix, les fortes similituds amb Kitab al-Miraj és una qüestió que debaten les investigadors, però no hi ha proves clares que Dante n'estés influït.

## Galeria d'imatges

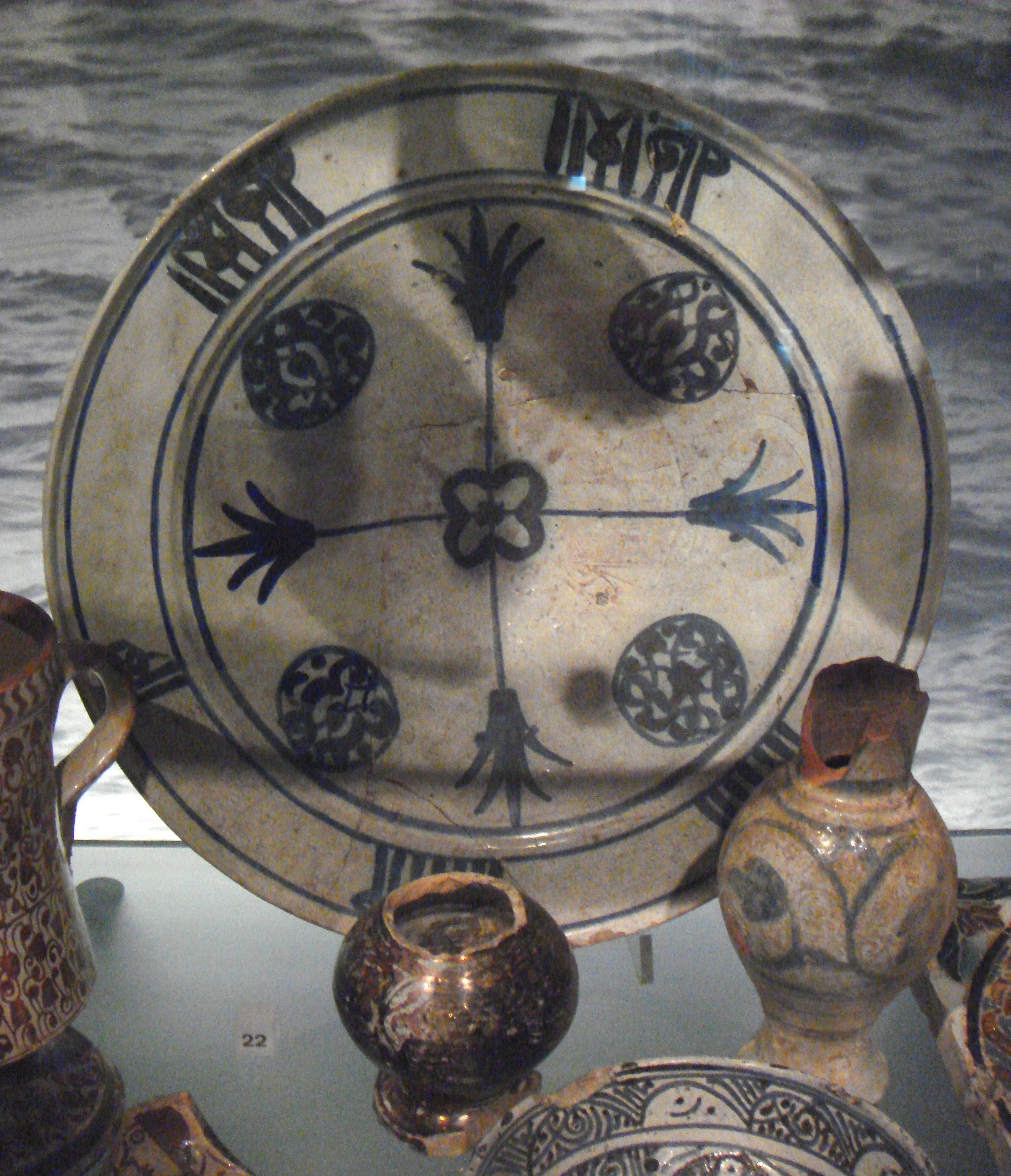
Plat andalús de principis del segle xvi amb escriptura pseudo-kufica als extrems, excavació al Londres.Museu de Londres.
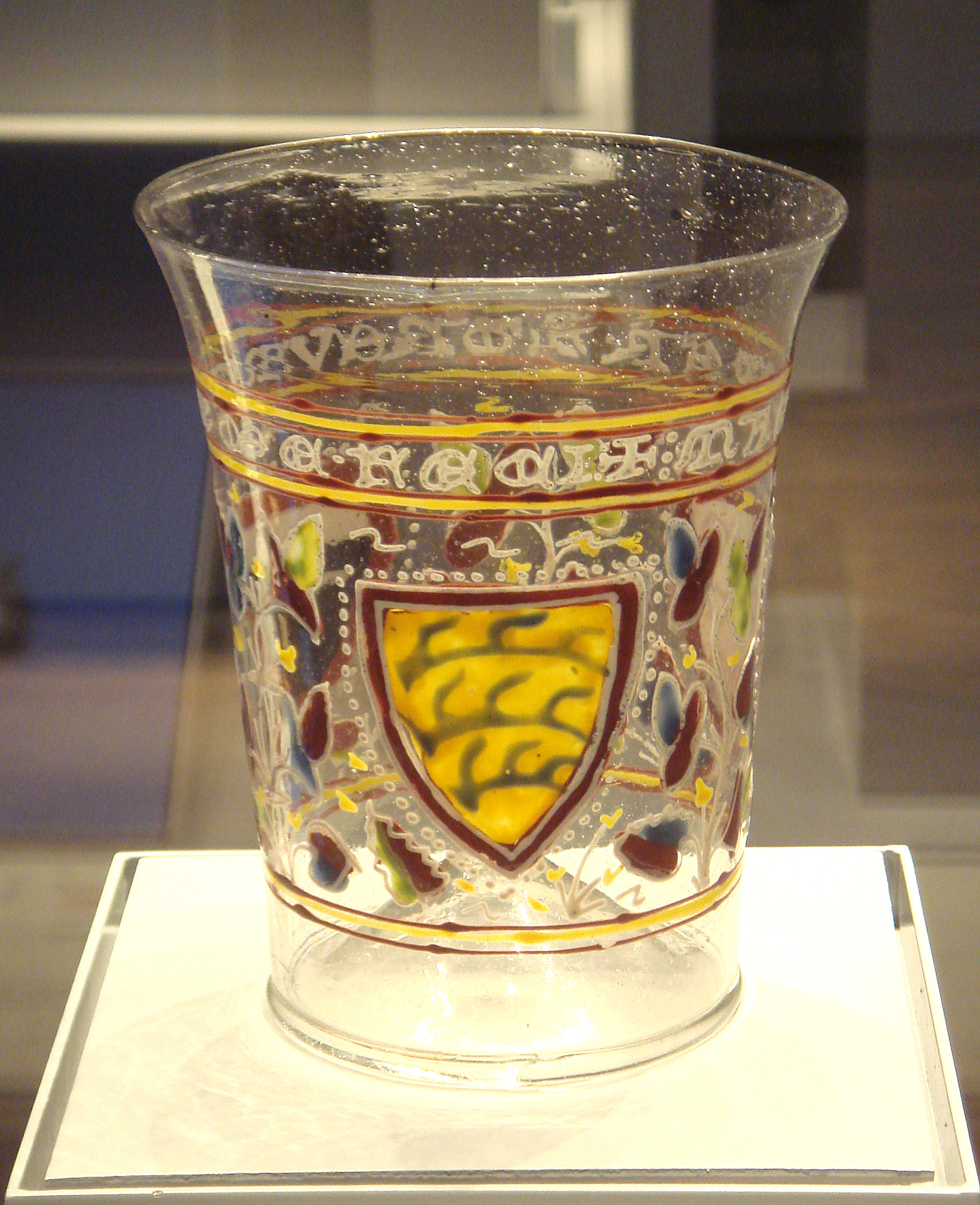
El Aldrevandini Beaker, vidre venecià amb decoració d'esmalt derivat de la tècnica i l'estil islàmic. c. 1330.
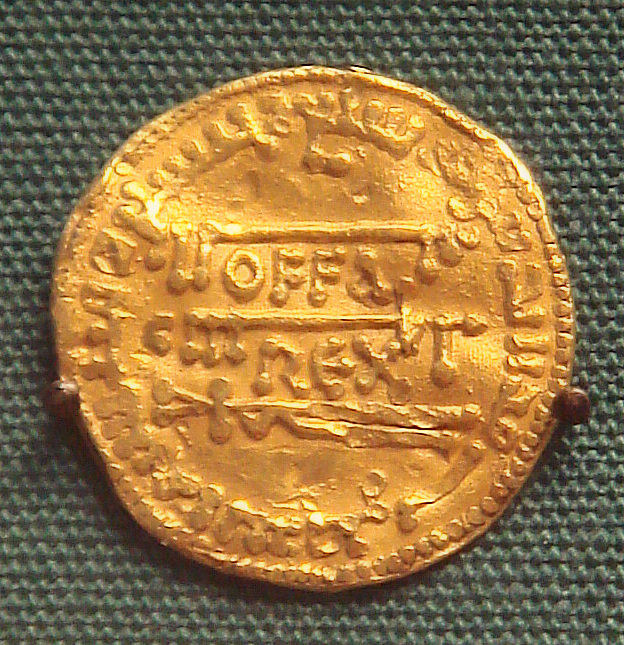
Un dinar d'or del rei anglès Offa de Mercia, còpia dels dinars del califat abàssida (774). Combina la llegenda llatina OFFA REX amb llegendes àrabs. Museu Britànic.
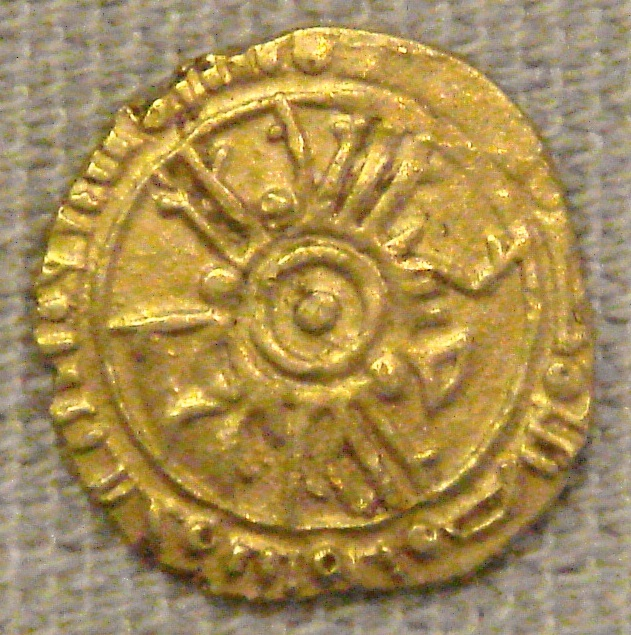
Moneda d'or de Tarì de Roger II de Sicília, amb inscripcions àrabs, encunyada a Palerm.Museu Britànic.
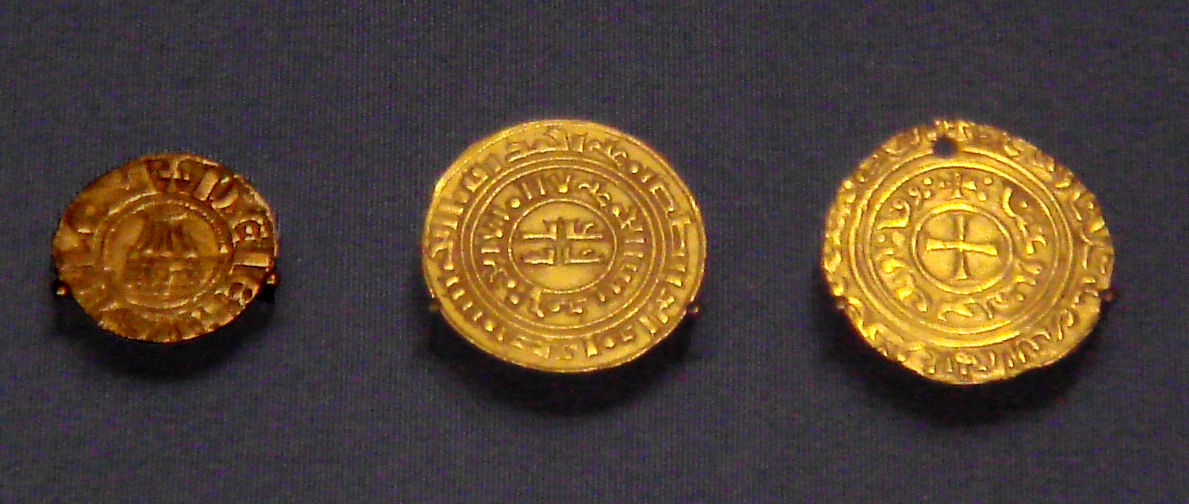
Monedes croades del Regne de Jerusalem. Esquerra: Dinar en estil europeu amb Basilica del Sant Sepulcre. Centre: Una de les primeres monedes d'or del Regne de Jerusalem, que copiava dinars islàmics. Dreta: moneda d'or després del 1250, amb símbols cristians arran de les queixes papals. Museu Britànic.